# سيرغي سيرغييف
سيرغي سيرغييف (بالأوكرانية: Сергеєв Сергій Олександрович)‏ هو لاعب كرة قدم أوكراني في مركز الوسط، ولد في 25 مايو 1982 في بودابست في المجر. لعب مع FC Halychyna Lviv ‏.

## وصلات خارجية
- سيرغي سيرغييف على موقع اتحاد أوكرانيا (الإنجليزية)
- سيرغي سيرغييف على موقع قاعدة بيانات كرة القدم.إي يو (الإنجليزية)
- سيرغي سيرغييف على موقع Soccerway.com (الإنجليزية)